# Initials B.B.
Initials B.B. es un álbum de estudio por el músico francés Serge Gainsbourg. Fue publicada originalmente, por Philips Records.

## Legado
- En 2010, la edición francesa de Rolling Stone la nombró el decimocuarto álbum de rock francés más grande.[4]
- En 2017, Pitchfork la colocó en el puesto #117 de los “200 Mejores Álbumes de la Década de 1960”.[1]

## Lista de canciones
Todas las canciones escritas y compuestas por Serge Gainsbourg.
| Lado uno |                                   |          |  |
| N.º      | Título                            | Duración |  |
| 1.       | «Initials B.B.»                   | 3:33     |  |
| 2.       | «Comic Strip»                     | 2:10     |  |
| 3.       | «Bloody Jack»                     | 2:03     |  |
| 4.       | «Docteur Jekyll et Monsieur Hyde» | 1:55     |  |
| 5.       | «Torrey Canyon»                   | 2:42     |  |
| 6.       | «Shu Ba Du Ba Loo Ba»             | 2:06     |  |

| Lado dos |                              |          |  |
| N.º      | Título                       | Duración |  |
| 1.       | «Ford Mustang»               | 2:39     |  |
| 2.       | «Bonnie and Clyde»           | 4:16     |  |
| 3.       | «Black and White»            | 2:08     |  |
| 4.       | «Qui est "in" qui est "out"» | 2:12     |  |
| 5.       | «Hold Up»                    | 2:18     |  |
| 6.       | «Marilu»                     | 2:33     |  |

## Créditos
Créditos adaptados desde las notas del álbum.
- Serge Gainsbourg – voz principal y coros
- Brigitte Bardot – voz principal (8)
- Arthur Greenslade – arreglos orquestales (1, 3, 4, 6, 7, 9, 10, 12)
- David Whitaker – arreglos orquestales (2, 5, 11)
- Michel Colombier – arreglos orquestales (8)